# Convocazioni per il campionato europeo maschile under 21 di calcio 2002

## Gruppo A

### Inghilterra
Allenatore:  David Platt
| N. | Pos. | Giocatore         | Data nascita (età)          | Pres. | Squadra                |
| -- | ---- | ----------------- | --------------------------- | ----- | ---------------------- |
| 1  | P    | Paul Robinson     | 15 ottobre 1979 (22 anni)   |       | Leeds Utd              |
| 2  | D    | Luke Young        | 19 luglio 1979 (22 anni)    | 17    | Charlton Athletic      |
| 3  | D    | Paul Konchesky    | 15 maggio 1981 (21 anni)    | 15    | Charlton Athletic      |
| 4  | C    | Sean Davis        | 20 settembre 1979 (22 anni) | 12    | Fulham                 |
| 5  | D    | Martin Taylor     | 9 novembre 1979 (22 anni)   | 1     | Blackburn Rovers       |
| 6  | D    | Gareth Barry      | 23 febbraio 1981 (21 anni)  | 27    | Aston Villa            |
| 7  | C    | David Dunn        | 27 dicembre 1979 (22 anni)  | 20    | Blackburn Rovers       |
| 8  | C    | Jonathan Greening | 2 gennaio 1979 (23 anni)    | 17    | Middlesbrough          |
| 9  | A    | Malcolm Christie  | 11 aprile 1979 (23 anni)    | 11    | Derby County           |
| 10 | A    | Jermain Defoe     | 7 ottobre 1982 (19 anni)    |       | West Ham United        |
| 11 | C    | Jermaine Pennant  | 15 gennaio 1983 (19 anni)   | 24    | Arsenal                |
| 12 | D    | Chris Riggott     | 1º settembre 1980 (21 anni) | 9     | Derby County           |
| 13 | P    | Stuart Taylor     | 28 novembre 1980 (21 anni)  | 3     | Arsenal                |
| 14 | C    | David Prutton     | 12 settembre 1981 (20 anni) | 25    | Nottingham Forest      |
| 15 | C    | Jermaine Jenas    | 18 febbraio 1983 (19 anni)  | 9     | Newcastle Utd          |
| 16 | C    | Scott Parker      | 13 ottobre 1980 (21 anni)   | 11    | Charlton Athletic      |
| 17 | C    | Alan Smith        | 28 ottobre 1980 (21 anni)   | 10    | Leeds Utd              |
| 18 | D    | Zat Knight        | 2 maggio 1980 (22 anni)     | 4     | Fulham                 |
| 19 | A    | Peter Crouch      | 30 gennaio 1981 (21 anni)   | 6     | Aston Villa            |
| 20 | A    | Bobby Zamora      | 16 gennaio 1981 (21 anni)   | 6     | Brighton & Hove Albion |
| 21 | A    | Shola Ameobi      | 12 ottobre 1981 (20 anni)   | 20    | Newcastle Utd          |
| 22 | P    | Stephen Bywater   | 7 giugno 1981 (20 anni)     | 6     | West Ham United        |

### Italia
Allenatore:  Claudio Gentile
| N. | Pos. | Giocatore              | Data nascita (età)          | Pres. | Squadra  |
| -- | ---- | ---------------------- | --------------------------- | ----- | -------- |
| 1  | P    | Generoso Rossi         | 3 gennaio 1979 (23 anni)    |       | Venezia  |
| 2  | D    | Daniele Bonera         | 31 maggio 1981 (20 anni)    |       | Brescia  |
| 3  | D    | Gianpaolo Bellini      | 27 marzo 1980 (22 anni)     |       | Atalanta |
| 4  | D    | Matteo Ferrari         | 5 dicembre 1979 (22 anni)   |       | Parma    |
| 5  | D    | Paolo Cannavaro        | 26 giugno 1981 (20 anni)    |       | Verona   |
| 6  | C    | Massimo Donati         | 26 marzo 1981 (21 anni)     |       | Milan    |
| 7  | C    | Marco Marchionni       | 22 luglio 1980 (21 anni)    |       | Parma    |
| 8  | C    | Matteo Brighi          | 14 febbraio 1981 (21 anni)  |       | Bologna  |
| 9  | A    | Massimo Maccarone      | 6 settembre 1979 (22 anni)  |       | Empoli   |
| 10 | C    | Andrea Pirlo           | 19 maggio 1979 (22 anni)    |       | Milan    |
| 11 | A    | Emiliano Bonazzoli     | 20 gennaio 1979 (23 anni)   |       | Parma    |
| 12 | P    | Vitangelo Spadavecchia | 25 novembre 1982 (19 anni)  |       | Bari     |
| 13 | D    | Paolo Castellini       | 25 marzo 1979 (23 anni)     |       | Torino   |
| 14 | D    | Dario Dainelli         | 9 giugno 1979 (22 anni)     |       | Verona   |
| 15 | D    | Stefano Lucchini       | 2 ottobre 1980 (21 anni)    |       | Ternana  |
| 16 | D    | Cesare Natali          | 5 aprile 1979 (23 anni)     |       | Atalanta |
| 17 | C    | Manuele Blasi          | 17 agosto 1980 (21 anni)    |       | Perugia  |
| 18 | C    | Fabio Gatti            | 4 gennaio 1982 (20 anni)    |       | Perugia  |
| 19 | C    | Giampiero Pinzi        | 11 marzo 1981 (21 anni)     |       | Udinese  |
| 20 | A    | Andrea Caracciolo      | 18 settembre 1981 (20 anni) |       | Brescia  |
| 21 | A    | Vincenzo Iaquinta      | 21 novembre 1979 (22 anni)  |       | Udinese  |
| 22 | P    | Ivan Pelizzoli         | 18 novembre 1980 (21 anni)  |       | Roma     |

### Portogallo
Allenatore:  Agostinho Oliveira
| N. | Pos. | Giocatore       | Data nascita (età) | Pres. | Reti | Squadra              |
| -- | ---- | --------------- | ------------------ | ----- | ---- | -------------------- |
| 1  | P    | Sérgio Leite    | 16 agosto 1979     |       |      | Boavista             |
| 2  | D    | Briguel         | 8 marzo 1979       |       |      | Marítimo             |
| 3  | D    | Vasco Faísca    | 27 agosto 1980     |       |      | Vicenza              |
| 4  | D    | Tonel           | 13 aprile 1980     |       |      | Académica de Coimbra |
| 5  | D    | Jorge Ribeiro   | 9 novembre 1981    |       |      | Benfica              |
| 6  | C    | Ednilson        | 25 settembre 1982  |       |      | Benfica              |
| 7  | C    | Cândido Costa   | 30 maggio 1981     |       |      | Porto                |
| 8  | C    | Hugo Viana      | 15 gennaio 1983    |       |      | Sporting CP          |
| 9  | A    | Hélder Postiga  | 2 agosto 1982      |       |      | Porto                |
| 10 | C    | Paulo Costa     | 5 dicembre 1979    |       |      | Reggina              |
| 11 | A    | Filipe Teixeira | 2 ottobre 1980     |       |      | Istres               |
| 12 | P    | Márcio Santos   | 5 maggio 1979      |       |      | Académica de Coimbra |
| 13 | D    | Bruno Alves     | 27 novembre 1981   |       |      | Farense              |
| 14 | C    | Alhandra        | 5 marzo 1979       |       |      | Académica de Coimbra |
| 15 | A    | Ariza Makukula  | 4 marzo 1981       | 14    | 3    | Nantes               |
| 16 | C    | Tiago           | 2 maggio 1981      |       |      | Braga                |
| 17 | C    | Pedro Mendes    | 26 febbraio 1979   |       |      | Vitória de Guimarães |
| 18 | A    | António Semedo  | 1º giugno 1979     |       |      | Estrela da Amadora   |
| 19 | C    | Neca            | 31 dicembre 1979   |       |      | Belenenses           |
| 20 | D    | Miguel          | 4 gennaio 1980     |       |      | Benfica              |
| 21 | D    | Paulo Ferreira  | 18 gennaio 1979    |       |      | Vitória de Setúbal   |
| 22 | P    | Ivo Oliveira    | 4 novembre 1980    |       |      | Salgueiros           |

### Svizzera
Allenatore:  Bernard Challandes
| N. | Pos. | Giocatore          | Data nascita (età) | Pres. | Reti | Squadra         |
| -- | ---- | ------------------ | ------------------ | ----- | ---- | --------------- |
| 1  | P    | Nicolas Beney      | 14 settembre 1980  |       |      | Sion            |
| 2  | D    | Rémo Meyer         | 12 novembre 1980   | 22    | 1    | Lausanne        |
| 3  | D    | Ludovic Magnin     | 20 aprile 1979     |       |      | Lugano          |
| 4  | C    | Stéphane Grichting | 30 marzo 1979      |       |      | Sion            |
| 5  | D    | Stephan Keller     | 31 maggio 1979     | 4     | 0    | Zurigo          |
| 6  | C    | Roman Friedli      | 13 marzo 1979      | 20    | 0    | Aarau           |
| 7  | C    | Elvir Melunović    | 17 luglio 1979     | 29    | 4    | Grasshopper     |
| 8  | D    | Reto Zanni         | 9 febbraio 1980    | 23    | 1    | St. Gallen      |
| 9  | A    | Daniel Gygax       | 28 agosto 1981     |       |      | Aarau           |
| 10 | C    | Ricardo Cabanas    | 17 gennaio 1979    |       |      | Grasshopper     |
| 11 | A    | Alexander Frei     | 15 luglio 1979     |       |      | Servette        |
| 12 | P    | Thierry Bally      | 9 settembre 1979   |       |      | Luzern          |
| 13 | D    | Mario Eggimann     | 24 gennaio 1981    |       |      | Aarau           |
| 14 | D    | Luca Denicola      | 17 aprile 1981     | 7     | 0    | Grasshopper     |
| 15 | D    | Alain Rochat       | 1º febbraio 1983   |       |      | Yverdon Sport   |
| 16 | C    | Pascal Oppliger    | 1º aprile 1980     |       |      | Neuchâtel Xamax |
| 17 | C    | Ivan Previtali     | 22 ottobre 1979    |       |      | Kriens          |
| 18 | C    | Mario Raimondi     | 10 luglio 1980     | 4     | 0    | Thun            |
| 19 | A    | Johann Berisha     | 6 settembre 1979   | 12    | 1    | Young Boys      |
| 20 | A    | Rainer Bieli       | 22 febbraio 1979   |       |      | St. Gallen      |
| 21 | A    | André Muff         | 28 gennaio 1981    | 27    | 8    | Luzern          |
| 22 | P    | Reto Bolli         | 2 marzo 1979       |       |      | Schaffhausen    |

## Gruppo B

### Belgio
Allenatore:  Jean-François de Sart
| N. | Pos. | Giocatore            | Data nascita (età) | Pres. | Reti | Squadra         |
| -- | ---- | -------------------- | ------------------ | ----- | ---- | --------------- |
| 1  | P    | Jean François Gillet | 31 maggio 1979     |       |      | Bari            |
| 2  | D    | Wouter Vrancken      | 3 febbraio 1979    |       |      | Racing Genk     |
| 3  | D    | Jonas de Roeck       | 20 dicembre 1979   |       |      | Anversa         |
| 4  | D    | Birger Maertens      | 6 aprile 1980      |       |      | Club Brugge     |
| 5  | D    | Vincent Lachambre    | 6 novembre 1980    |       |      | Roda JC         |
| 6  | C    | Sven Vandenbroeck    | 22 settembre 1979  |       |      | Roda JC         |
| 7  | C    | Davy Theunis         | 28 gennaio 1980    |       |      | Beveren         |
| 8  | C    | Kevin Van Dessel     | 9 aprile 1979      |       |      | Roda JC         |
| 9  | A    | Björn de Wilde       | 1º maggio 1979     |       |      | Eendracht Aalst |
| 10 | A    | Tom Soetaers         | 21 luglio 1980     |       |      | Roda JC         |
| 11 | C    | Christophe Grégoire  | 20 aprile 1980     |       |      | R.E. Mouscron   |
| 12 | P    | Olivier Renard       | 24 maggio 1979     |       |      | Standard Liegi  |
| 13 | D    | Stefan Teelen        | 10 aprile 1979     |       |      | Racing Genk     |
| 14 | D    | Önder Turacı         | 14 luglio 1981     |       |      | La Louviere     |
| 15 | C    | Tim Reigel           | 28 ottobre 1980    |       |      | Eendracht Aalst |
| 16 | A    | Thomas Chatelle      | 31 marzo 1981      |       |      | Racing Genk     |
| 17 | C    | Peter Delorge        | 14 aprile 1980     |       |      | Sint-Truidense  |
| 18 | C    | Gonzague van Dooren  | 19 agosto 1979     |       |      | Standard Liegi  |
| 19 | C    | Grégory Dufer        | 19 dicembre 1981   |       |      | Charleroi       |
| 20 | C    | Koen Daerden         | 8 marzo 1982       |       |      | Racing Genk     |
| 21 | A    | Stein Huysegems      | 16 giugno 1982     |       |      | Lierse          |
| 22 | P    | Cliff Mardulier      | 22 settembre 1982  |       |      | Lierse          |

### Rep. Ceca
Allenatore:  Miroslav Beránek
| N. | Pos. | Giocatore        | Data nascita (età) | Pres. | Reti | Squadra        |
| -- | ---- | ---------------- | ------------------ | ----- | ---- | -------------- |
| 1  | P    | Jaroslav Drobný  | 18 ottobre 1979    |       |      | Panionios      |
| 2  | D    | Martin Jiránek   | 25 maggio 1979     |       |      | Reggina        |
| 3  | D    | Martin Horák     | 16 settembre 1980  |       |      | Sigma Olomouc  |
| 4  | C    | Petr Voříšek     | 19 marzo 1979      |       |      | Teplice        |
| 5  | D    | Zdeněk Grygera   | 14 maggio 1980     |       |      | Sparta Praga   |
| 6  | D    | Václav Drobný    | 9 settembre 1980   |       |      | Chmel Blšany   |
| 7  | C    | David Kobylík    | 27 giugno 1981     |       |      | Sigma Olomouc  |
| 8  | A    | Milan Baroš      | 28 ottobre 1981    |       |      | Liverpool      |
| 9  | C    | Lukáš Zelenka    | 5 ottobre 1979     |       |      | Sparta Praga   |
| 10 | C    | Štěpán Vachoušek | 26 luglio 1979     |       |      | Teplice        |
| 11 | C    | Michal Pospíšil  | 3 maggio 1979      |       |      | Sparta Praga   |
| 12 | A    | Tomáš Jun        | 17 gennaio 1983    |       |      | Sparta Praga   |
| 13 | C    | Karel Piták      | 28 gennaio 1980    |       |      | Hradec Králové |
| 14 | D    | David Rozehnal   | 5 luglio 1980      |       |      | Sigma Olomouc  |
| 15 | C    | Jan Polák        | 14 marzo 1981      |       |      | Brno           |
| 16 | P    | Petr Čech        | 20 maggio 1982     |       |      | Sparta Praga   |
| 17 | D    | Tomáš Hübschman  | 4 settembre 1981   |       |      | Sparta Praga   |
| 18 | A    | Libor Žůrek      | 2 novembre 1979    |       |      | Baník Ostrava  |
| 19 | A    | Rudolf Skácel    | 17 luglio 1979     |       |      | Hradec Králové |
| 20 | C    | Radoslav Kováč   | 27 novembre 1979   |       |      | Sigma Olomouc  |
| 21 | C    | Tomáš Hrdlička   | 17 febbraio 1982   |       |      | Slavia Praga   |
| 22 | P    | Aleš Chvalovský  | 29 maggio 1979     |       |      | Chmel Blšany   |

### Francia
Allenatore:  Raymond Domenech
| N. | Pos. | Giocatore           | Data nascita (età) | Pres. | Reti | Squadra       |
| -- | ---- | ------------------- | ------------------ | ----- | ---- | ------------- |
| 1  | P    | Mickaël Landreau    | 14 maggio 1979     |       |      | Nantes        |
| 2  | D    | Anthony Réveillère  | 10 novembre 1979   |       |      | Rennes        |
| 3  | D    | Julien Escudé       | 17 agosto 1979     |       |      | Rennes        |
| 4  | D    | Jean-Alain Boumsong | 14 dicembre 1979   |       |      | Auxerre       |
| 5  | C    | Mathieu Berson      | 23 febbraio 1980   |       |      | Nantes        |
| 6  | D    | Jérémie Bréchet     | 14 agosto 1979     |       |      | Lyon          |
| 7  | C    | Olivier Sorlin      | 9 aprile 1979      |       |      | Montpellier   |
| 8  | C    | Julien Sable        | 11 settembre 1980  |       |      | Saint-Étienne |
| 9  | A    | Sidney Govou        | 27 luglio 1979     |       |      | Lyon          |
| 10 | C    | Steed Malbranque    | 6 gennaio 1980     |       |      | Fulham        |
| 11 | A    | Péguy Luyindula     | 25 maggio 1979     |       |      | Lyon          |
| 12 | D    | Sylvain Armand      | 1º agosto 1980     |       |      | Nantes        |
| 13 | A    | Pierre-Alain Frau   | 15 aprile 1980     |       |      | Sochaux       |
| 14 | D    | Matthieu Delpierre  | 26 aprile 1981     |       |      | Lilla         |
| 15 | D    | Philippe Mexès      | 30 marzo 1982      |       |      | Auxerre       |
| 16 | P    | Damien Grégorini    | 2 marzo 1979       |       |      | Marseille     |
| 17 | D    | David Di Tommaso    | 6 ottobre 1979     |       |      | Sedan         |
| 18 | C    | Benoît Pedretti     | 12 novembre 1980   |       |      | Sochaux       |
| 19 | C    | Camel Meriem        | 18 ottobre 1979    |       |      | Sochaux       |
| 20 | C    | Lionel Mathis       | 4 ottobre 1981     |       |      | Auxerre       |
| 21 | A    | Cyril Chapuis       | 21 marzo 1979      |       |      | Marseille     |
| 22 | P    | Rémy Vercoutre      | 26 giugno 1980     |       |      | Montpellier   |

### Grecia
Allenatore:  Andreas Michalopoulos
| N. | Pos. | Giocatore               | Data nascita (età) | Pres. | Reti | Squadra        |
| -- | ---- | ----------------------- | ------------------ | ----- | ---- | -------------- |
| 1  | P    | Stefanos Kotsolīs       | 5 giugno 1979      |       |      | Panathinaikos  |
| 2  | C    | Chrīstos Patsatzoglou   | 19 marzo 1979      |       |      | Olympiacos     |
| 3  | D    | Kōnstantinos Loumpoutīs | 10 giugno 1979     |       |      | Aris           |
| 4  | C    | Kōstas Katsouranīs      | 21 giugno 1979     |       |      | Panachaiki     |
| 5  | D    | Efstathios Tavlaridis   | 25 gennaio 1980    |       |      | Arsenal        |
| 6  | D    | Sotirios Kyrgiakos      | 23 luglio 1979     |       |      | Panathinaikos  |
| 7  | A    | Ioannis Amanatidis      | 3 dicembre 1981    |       |      | Greuther Fürth |
| 8  | D    | Giourkas Seitaridis     | 4 giugno 1981      |       |      | Panathinaikos  |
| 9  | A    | Dīmītrios Papadopoulos  | 20 ottobre 1981    |       |      | Burnley        |
| 10 | C    | Giōrgos Theodōridīs     | 3 luglio 1980      |       |      | Aris           |
| 11 | A    | Georgios Kazantzis      | 2 febbraio 1979    |       |      | Aris           |
| 12 | P    | Giannis Liourdis        | 22 febbraio 1979   |       |      | Paniliakos     |
| 13 | D    | Vaggelis Nastos         | 13 settembre 1980  |       |      | PAOK           |
| 14 | D    | Georgios Kyriazis       | 28 febbraio 1980   |       |      | Iraklis        |
| 15 | A    | Angelos Charisteas      | 9 febbraio 1980    |       |      | Aris           |
| 16 | P    | Nikolaos Anastasopoulos | 5 agosto 1979      |       |      | Skoda Xanthi   |
| 17 | C    | Pantelīs Kafes          | 24 giugno 1978     |       |      | PAOK           |
| 18 | A    | Dimitris Salpingidis    | 10 agosto 1981     |       |      | PAOK           |
| 19 | D    | Minas Pitsos            | 8 ottobre 1980     |       |      | OFI Creta      |
| 20 | C    | Anestīs Agritīs         | 16 aprile 1981     |       |      | Egaleo         |
| 21 | C    | Lambros Vangelis        | 2 febbraio 1982    |       |      | Siena          |
| 22 | D    | Spyros Vallas           | 26 agosto 1981     |       |      | Skoda Xanthi   |